# Columbasellus acheron
Columbasellus acheron är en kräftdjursart som beskrevs av Lewis, Martin och Regina Wetzer 2003. Columbasellus acheron ingår i släktet Columbasellus och familjen sötvattensgråsuggor. Inga underarter finns listade i Catalogue of Life.